# Fitjars kommun
Fitjars kommun (norska: Fitjar kommune, uttalat (IPA) ['ficça]) är en kommun i landskapet Sunnhordland i den södra delen av Vestland fylke i västra Norge. Största delen av kommunen ligger på ön Stord, där kommunen Stord ligger i söder och Fitjars kommun i norr. Utöver norra Stord är många öar ut mot Selbjørnsfjorden en del av Fitjars kommun. Kommunens centralort är tätorten Fitjar.
Fitjar blev egen kommun 1860. Från 1964 gränsar kommunen i syd och sydost till Stords kommun, i öster och norr till Tysnes kommun, i nordväst mot Austevolls kommun och i sydväst och söder mot Bømlo kommun. Före 1964 hörde även sydöstra delen av ön Selbjørn och Huftarøy till Fitjar. Fram till 1898 hette kommunen Fitje. 
Fitjar var under en lång tid kungsgård och troligen hövdingasäte sedan bronsåldern. Idag är orten kanske mest känd för slaget på Fitjar. Sagospelet Kongen med Gullhjelmen eller Håkonarspelet är ett spel till minne av kung Håkon den gode och slaget. Vilket år slaget stod är osäkert, men man antar  att det antingen hölls 959, 960 eller 961. I Håkonarparken, som ligger i Fitjar, finns en staty av Håkon den gode. Statyn uppfördes av bildhuggaren Anne Grimdalen och avtäcktes av Olav V 1961 under 1000-årsjubileet för slaget på Fitjar. 
Tidigare har kommunen hört till dåvarande Hordaland fylke.

## Etymologi
Namnet Fitjar är ett gammalt gårdsnamn och är plural av det fornnordiska fit, som betyder strandäng. Från år 1500 skrevs det på olika sätt, till exempel Fiddie, Fidie, Fettie, Fittie, Fitte och Fitie, innan man gick tillbaka till det ursprungliga namnet Fitjar. Fitjar nämndes i Hávamál, där det skrevs Fitjungr. Fitjarnamnet nämndes även av Sigvat Skald i Bersøglisvísur (ungefär 1040) och Tord Sjåreksson i kvädet om Torolv Skolmson på 960-talet. Fitjar nämns även i sagorna Heimskringla, Fagrskinna, Flatöboken, Landnamsboken samt i Norges äldsta jordebok från medeltiden, Bjørgynjar Kalfskinn. 
Namnet Stord härstammar från fornnordiska, och kan betyda den högresta.

## Historia

### Äldre historia

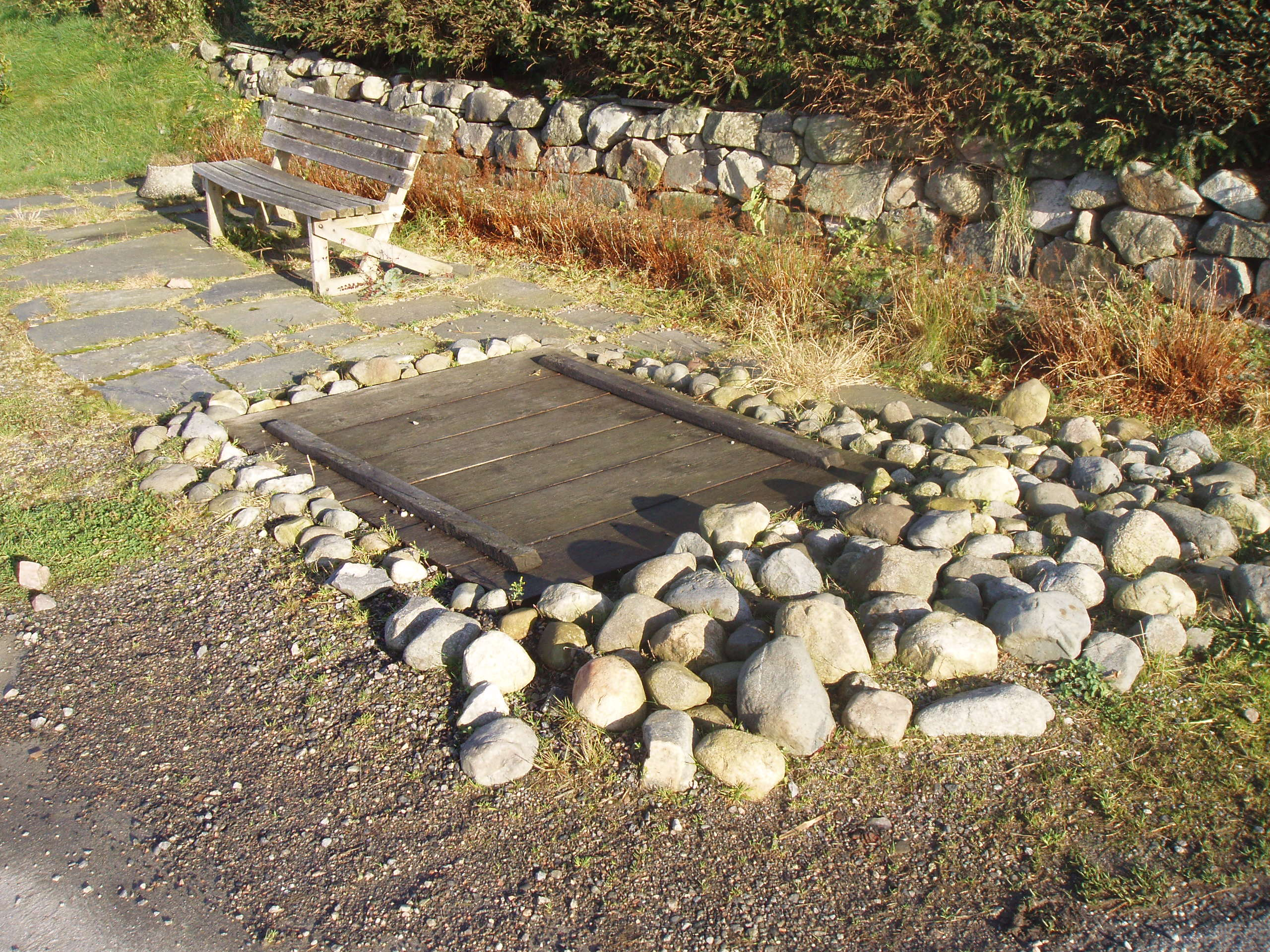
Kungsbrunnen på Fitjar. Detta var troligen brunnen som hörde till kungsgården på Fitjar.

Området runt Fitjar har varit bebott sedan stenåldern. På den tiden låg havsytan 10-15 meter högre än i dag;  havet gick in i Storavatnet och långt uppmed Fitjarelva. Det milda klimatet efter den senaste istiden gjorde att stora delar av området var täckta av skog, troligen mest arter av eksläktet, ask och lind. Området var rikt på vilt, kronhjort och vildsvin. Arkeologer anser  att det har funnits bosättningar i Fitjar i 10 000 år, och många fynd av stenredskap har gjorts. De stammar som bodde i området var huvudsakligen nomader och var här bara i perioder åt gången. Vid Rimbareid har det dock hittats en hustomt från stenåldern under ett gravröse som undersöktes av arkeologen E. de Lange år 1906. Denna boplats är troligen från sen stenålder, men kan också vara från tidig bronsålder, då resterna visade på ett fyrkantigt hus, medan runda hus var vanligare på stenåldern. 
Det var först under bronsåldern, omkring 1800-1600-talet f.Kr., som fasta bosättningar uppstod på Fitjar. Man hade ett primitivt jordbruk och de första gårdarna låg i sluttningarna från dagens Fitjar centrum till Rimbareid rakt söderut. Brons var den enda kända metallen man hade, och bronset fraktades huvudsakligen genom handel norrut i Europa från medelhavsområdet. Bronset var både dyrbart och sällsynt, men på Fitjar har det gjorts flera stora bronsfynd. I en myr på Kloster har man hittat en bronsyxa. Yxan räknas som ett av de finaste bronsfynden i Skandinavien, gjuten utan ett enda fel och dekorerad med eleganta mönster av spiraler, cirklar och tungformade figurer. Utöver detta har man funnit ett svärd av koppar och en kniv i ett gravröse på Rimsvarden ovanför Fitjar centrum. Gravröset är ungefär 30 meter i diameter och är ett av de största gravrösena i Hordaland. Enligt sägnen är det kung Rim som är begravd i gravröset, vilket också givit röset dess namn, Rimsvarden.. Omkring år 1790 öppnades graven, och man fann en stenhäll ovanpå en fyrkantig och fint murad gravkammare. I graven låg det en kniv och ett svärd av brons. Kniven har försvunnit, men svärdet finns på Historisk museum i Bergen. Stenhällen togs med till kyrkogården och användes som gravsten för en bonde från Rimbareid, 3000 år efter att den använts som gravsten på Rimsvarden . Det har även hittats flera andra gravrösen på Fitjar. Alla de storslagna fynden och gravrösena vittnar om att Fitjar troligen hade välbärgade storgårdar med hövdingätter redan på bronsåldern. 
Under järnåldern byggdes flera gårdar och folkmängden växte, men det har gjorts mycket få fynd från den perioden.

### Medeltiden

#### Före slaget på Fitjar
En gammal storätt på Fitjar var Fitjungsönerna. Hávamál, den äldsta sagoskriften i Norge, nämner bland annat hövdingarna i Fitjungr-ätten och att det var ett eget rike, men att Fitjungsönerna var mycket fattiga. Orsaken till fattigdomen var att Harald Hårfager tog Fitjungsönernas egendom och gjorde gården till kungsgård. Fitjarätten var troligen en av faktorerna bakom striden mot Harald Hårfager i slaget vid Hafrsfjord. Fitjungsönerna förlorade och gården övergick till Harald Hårfager och blev kungsgård. Detta skedde även med flera andra hövdingars och stormäns gårdar i Hordaland och Rogaland. Då Fitjarätten blev fråntagen all sin rikedom flyttade de flesta troligen till Island och anlade nya bosättningar där. Landnamsboken nämner att en av bosättarna, Önundr Breiðskeggr, slog sig ned mellan Hvilá och Reykjadalsá i Borgarfjörður på Island, och att han härstammade från Ulfr fitjumskeggi, alltså den skäggige från Fitjar. Landnamsboken nämner också fem ättled: Þorir hlamandi (omkring 890), sonen Ulfr fitjumskeggi (omkring 920), sonen Ulfarr (omkring 950), sonen Önundr breiðskeggr (omkring 980) och sonen Tungu-Oddr, som var hövding på Island omkring 1010. Alla dessa tillhörde Fitjungätten, och tillsammans med Gudingeätten på Huglo och Waringeätten på Varaldsøy måste de ha tillhört de rikaste ättena i Hordaland .
Både Heimskringla och Egilssagan nämner att Harald Hårfager periodvis bodde på Fitjar. Därifrån kunde han hålla uppsikt över sina argaste motståndare i landet, vilka höll till i Hordaland och Rogaland, utöver att Sørvestlandet var första platsen eventuella fiender skulle komma till från väst och sydväst. Det är inte otänkbart att det var här han mötte kvinnan Tora Mosterstang, som blev mor till Håkon den gode. Hennes namn tyder på att hon kom från Moster, en av granngårdarna till Fitjar . Även Håkon höll ofta till på kungsgården.

#### Slaget på Fitjar
Håkon hade tidigare drivit sin bror Erik Blodyx ut ur landet, och medan han var på gästabud på kungsgården, cirka år 961, gick Eiriks söner, Eirikssønene, till attack i det som efteråt blivit känt som slaget på Fitjar, där Håkon sårades dödligt. Slaget ägde rum i området där kyrkan i dag står och mot väster till Skålevik, alldeles väster om själva centrum . Håkon lämnade Fitjar och gick i land på Håkonshella. Alldeles innan han dog bad han norrmännen om att godta Eiriksønene som Håkons efterkommande. Några av Håkons män tilläts begravas på Fitjar, även om det var brukligt att fienden skulle begravas så långt bort som möjligt från kungsgården. Kungen ägde en del av Fitjarøyane, och ön som låg längst bort var Risøya. Där kan man fortfarande se resterna av gravfältet. Kungens egna män begravdes närmare kungsgården, på Skumnes, där det restes stora stenar för de stupade .

#### Efter slaget på Fitjar

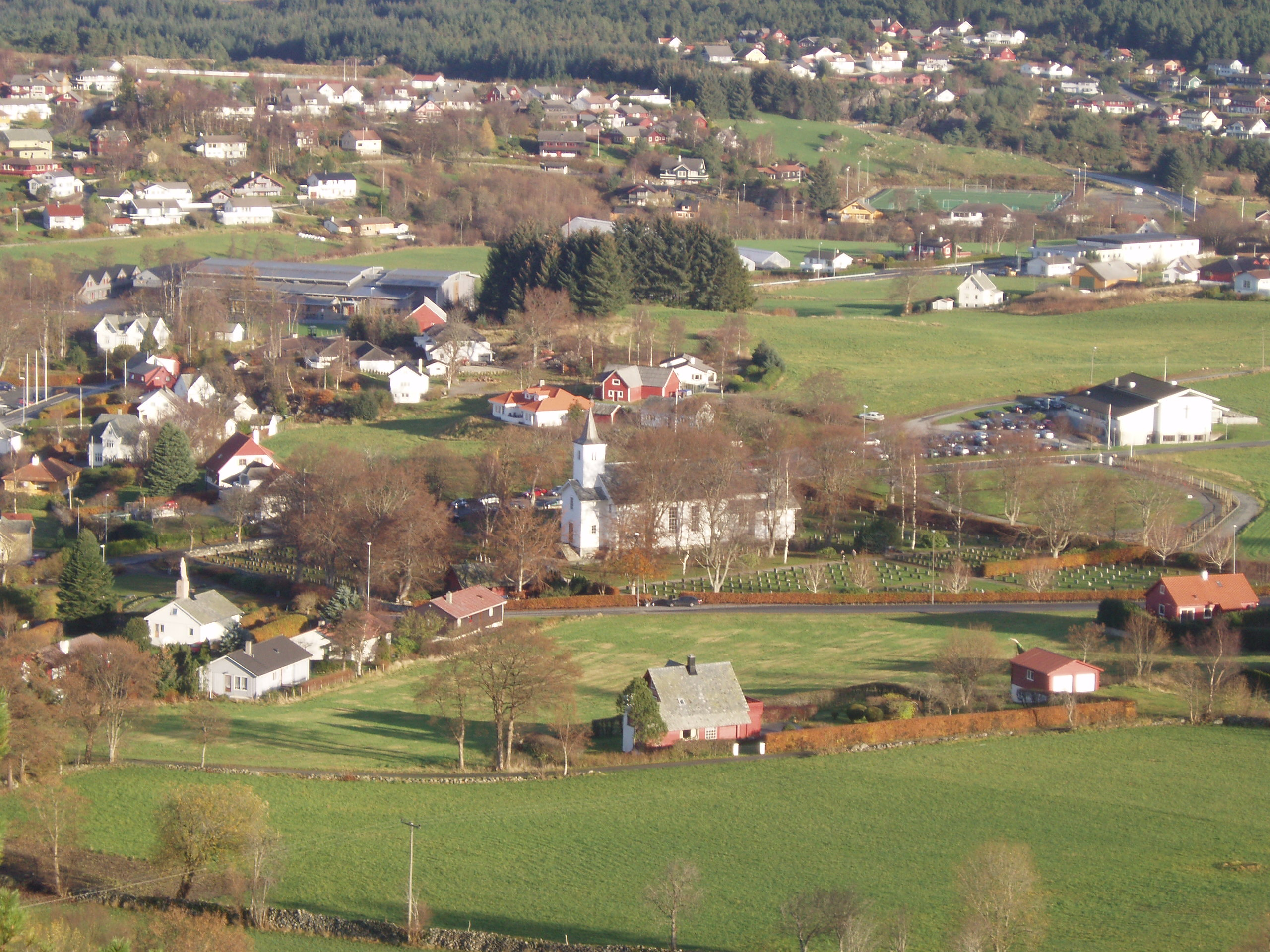
Fitjar kyrka och området där kungsgården låg.

Fitjar fortsatte vara kungsgård även efter att Håkon den gode dött, och det nämndes i sagorna att under Olav den heliges regeringstid var Erling Skjalgsson den mäktigaste mannen på Sørvestlandet. Han höll till på Jæren, var gift med Olav Tryggvasons syster och rådde över hela området från Lindesnes till Sogn. Olav II tyckte att Erling hade fått för mycket makt och kom inte sams med honom. Han förmådde därför Aslak, en av hans bästa vänner, att bosätta sig på kungsgården på Fitjar för att han skulle ta över makten i det området. Han fick namnet Aslak Fitjaskalle (som betyder "Fitjarbonde"). Aslak var också av storätt och var kusin till Erling Skjalgsson. Erling tyckte inte om att Aslak skulle ta över delar av området han rådde över. Olav kallade till slut båda till Tønsberg, där de enades om att Erling skulle få fortsätta som förr. Erling åkte hem till Jæren och Aslak hem till Fitjar. Förhållandet mellan Erling och kung Olav var däremot konfliktfyllt, och då Olav skulle segla norrut, förbi Jæren, mötte Erling honom för att strida. Även om Erling hade fler skepp än kungen, klarade kungens män av att vinna slaget, som stod i Soknasundet. Det har sagts att Erling var siste man som stod då Olav sade: "Du snur andlet mot oss i dag, Erling?" och Erling svarde: "Andlet mot andlet skal ørner klorast". Olav frågade Erling om han ville gå i hans tjänst, något han tackade ja till. Olav stack då den spetsiga änden av yxan i Erlings kind och sa: "Märka skall jag kungssvikaren!" Då hoppade Aslak Fitjaskalle fram och klöv Erlings skalle med sitt svärd, och Olav sade: "Nu högg du Norge ur min hand!", och för att Erling var så viktig kunde detta komma att kosta Olav tronen. Aslak var likväl tillgiven Olav, och man anser att orsaken till att Aslak hade så stor glädje av Olav var att det troligen var han som reste den första kyrkan på Fitjar . 
Fitjar fortsatte att vara kungsgård också efter dessa händelser, men Fitjar beskrivs inte särskilt mycket i sagorna. Snorre nämner att kung Svein Alfivasson år 1035 höll till i Sunnhordland, och troligen bodde han då på Fitjar, som var den enda kungsgården i området. Då han fick höra att Magnus Olavsson hade tagits till kung av trönderna på Øyrating, sände han bud till bygderna om att mötas hos honom för att bestämma om de skulle gå till strid mot Magnus eller inte. Detta ting hölls troligen på kungsgården på Fitjar .
Kung Sverre Sigurdsson seglade 1198 från Bergen med 30 skepp söderut till Selbjørn (Salbirne). Där fick han reda på att baglerna var på väg norröver, och det uppstod strider mellan de båda flottorna i Selbjørnsfjorden utan att det avgjordes. 1207, då det var strid mellan birkebeinarana och baglerna, kom baglerna med sin flotta från Bergen till Bårdsund mellan Reksteren och Tysnesøy, och dagen efter låg de i lä för sunnanvinden vid Hvistvíkr, innan de mötte birkebeinarana för strid i Eldøysund på sydsidan av Stord. Enstaka sagoforskare menar att Hvistvíkr är en vik nära Leirvik på Stord, men det är mer troligt att det pratades om gården Vestvik på östsidan av Stord på Fitjar. Där finns en stor vik som gav bra lä mot sunnanvinden.
Under Håkon Håkonssons styre 1240 nämndes  att "Fitjarbranden" var ett av kungens krigsskepp då han hade fått veta att Hertig Skule hade utropat sig till kung på Øyrating. Efter denna tid nämns inte Fitjar mer i sagorna. Från Olav Kyrres tid var maktcentret i landet flyttat från Sørvestlandet till Bergen och från 1300-talet till Oslo och Austlandet fram till att danskarna tog över på 1400-talet.

#### Klosterväldet
På 1100-talet grundades två kloster i Sunnhordland, Lyse kloster och Halsnøy kloster. Lyse kloster grundades av biskop Sigurd från Bergen år 1146 och var det äldsta cistercienserklostret i Norge. Det nämndes dock inte i kungasagorna, troligen eftersom det låg för långt bort från segellederna . Klostret bedrev en omfattande handel, bland annat med engelsmännen, och blev snart mycket rikt. Lyse kloster ägde ett stort jordagods med gårdar runt om i Sunnhordland, inkluderat Fitjar där det ägde gårdarna Blænes, Vestbøstad, Nesbø, Skålevik, Hjelmen, Kjeholmen, Glopholmen och Gloppen, utöver en del av Helland .
Halsnøy kloster låg på ön Halsnøy i Kvinnherad kommun. Det grundades antagligen av Erling Skakke år 1164 då sonen Magnus Erlingsson kröntes till kung. Klostret var vigt åt Den Helige Ande. Klostret ägde även många gårdar i Sunnhordland; på Fitjar hela 12 stycken. Dessa var Eide, Nore-Raunholm, Hageberg, Hovland, Vestvik och Øvre-Levåg vid Langenuen, där det var en kort väg till Halsnøy som ligger vid sydänden av Langenuen, och Landa, Skumsnes, Litlenes, Litle Tuftaland och Tveit, utöver delar av Tveita .
Båda klostren lades ned 1536 i samband med reformationen, och jordagodset kom i kronans ägo. Godset hölls samman som ett kungligt län, som mot avgift lejdes ut till "länsherrar".

### Den danska tiden
Under kriget mellan Norge och Hansan 1338 härjade tyskarna längs vestlandskusten och det finns även skäl att tro att de plundrade på Fitjar, som låg mitt i segelleden. Under Kristian II:s regeringstid blev det dåliga tider för folket i Norge. Han förde krig mot Sverige, och det utkrävdes ständigt högre skatter för att stärka krigskassan. De som betalade skatt fördes upp i mantalslängder som bevarats, och som därmed är de äldsta säkra källorna från denna tid om gårdar och folk och deras ekonomiska förhållanden. De hårda skatterna och särskilt tiendepengeskatten ledde till flera uppror på Vestlandet.
På 1560-talet var det åter krig med Sverige — Nordiska sjuårskriget —, där svenskarna tog Hamar och Trondheim och ville fortsätta mot Vestlandet. Erik Rosenkrantz i Bergen samlade då folk från staden och bygderna och en väpnad styrka på 4000 man reste norrut, återtog Trondheim och Trøndelag och jagade svenskarna ut ur landet. Det var många från Sunnhordland och Fitjar med i styrkan. Under långa perioder från 1611 till 1720 tog danskarna ut norrmän i krig och bönderna led så mycket att flera gårdar på Fitjar blev öde, liksom på många andra ställen i landet. Under hela medeltiden var Fitjar fortfarande kungsgård, men kungen bodde aldrig här själv och arrenderade ut gården till adels- eller ämbetsmän.

### Modern tid
På grund av pengabrist löstes kungsgården ut från kronan 1665 och såldes som chefsgård till Sunnhordlandskompaniets chefer, och den första som bodde där var överstelöjtnant Jacob Pederson Due från Danmark. Ole Mikkelsen Tosche, en köpman från Bergen, köpte godset 1744, men fick brist på pengar och utlyste försäljning av det 1761. Fitjarbönderna, som plöjde jord ägd av jordägare (och alltså inte av dem själva), hade förtur till gården. Salomon Årskog, hans far Knut Rimbareid och svågern Jakob Vinnes hade gott om pengar och reste till Bergen for att göra affärer. Efter mycket förhandling köpte de godset for 800 riksdaler. 5 maj avtalades det om att Fitjarbönderna skulle få bo på sina gårdar livet ut, men var tvungna att fortsätta att betala hyra till ägarna för att efterhand köpa sig ut.

## Geografi
Fitjars kommun består av den nordliga halvan av ön Stord och Fitjarøyane, som ligger mellan Stord och Bømlo. Själva tätorten Fitjar ligger på en stor och platt slätt på nordvästra sidan av ön, västerut från Stordfjella, som fortsätter längs med hela ön, från norr till söder . 

### Vikar, sund och fjordar
Öster om Fitjar och Stord ligger Langenuen med Tysnes på andra sidan. Längs Langenuen är Vestvik, Færøysund, Levåg, Sandviksvåg och Tveitevåg belägna. Norr om Fitjar ligger Selbjørnsfjorden och därifrån går Fitjarviken söderut mot Fitjars centrum och mellan Fitjarøyane sträcker sig Engesundsleia, Nyleia och Brandasund sig söderut. Stokksund ligger mellan Stord och Bømlo, och därifrån går två små fjordar in i Fitjarsidan av Stord. Den sydligaste av dessa är Dåfjorden. Dåfjorden delar sig i två grenar; den ena flyter söderut, in i Stord kommun, medan den andra går nordöver, in i Fitjar där Sagelva utmynnar. Den nordligaste är Hellandsfjorden, där Kjærelva från Storavatnet slutar. Inloppet till Hellandsfjorden var ursprungligen mycket trångt och hade en stark ström, men år 1890 förstorades inloppet så att små båtar kunde passera och åka vidare in till kvarnarna i Kjærelva.

### Fitjarøyane

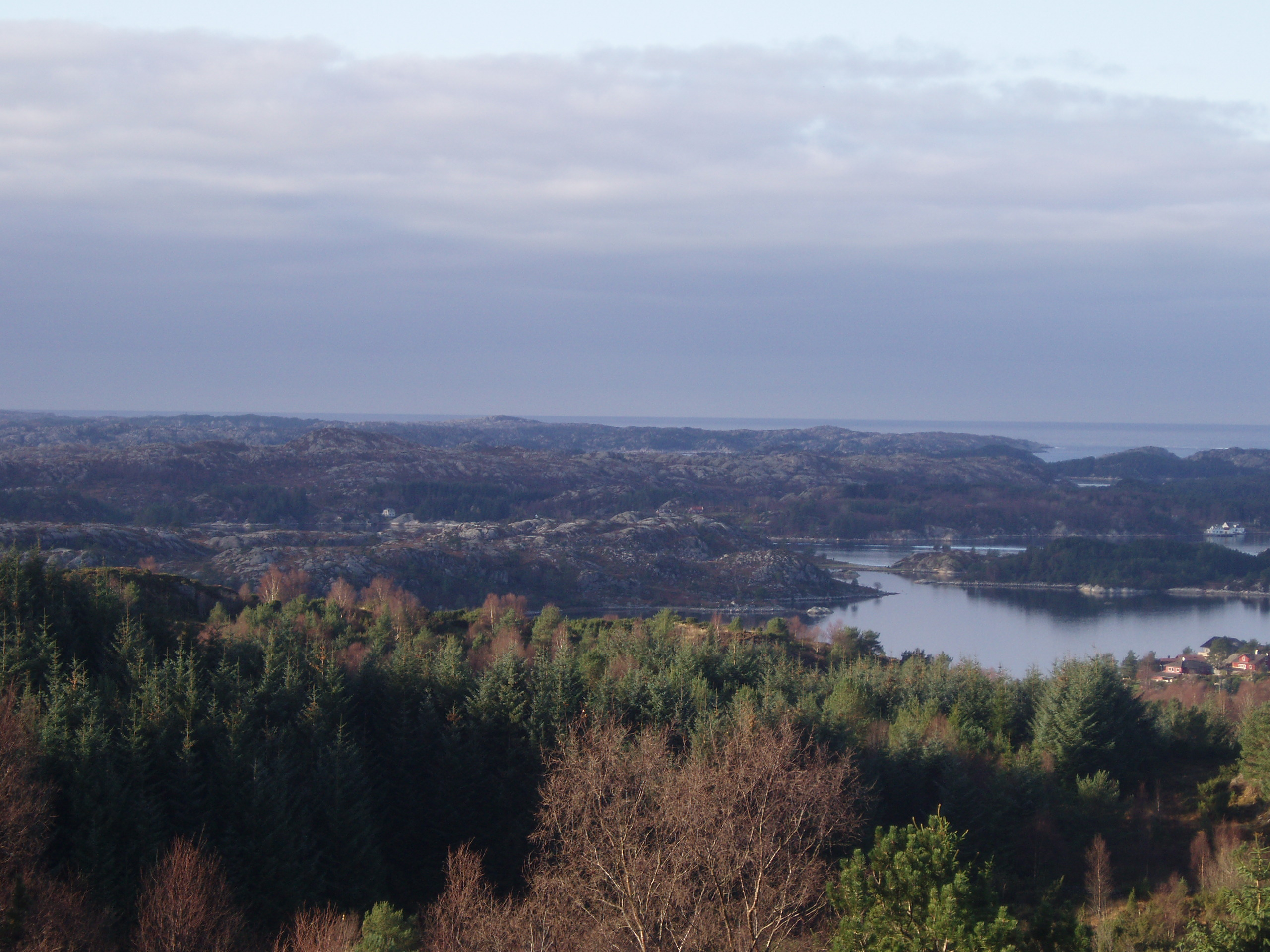
Utsikt mot Fitjarøyane från Storhaugen.

Fitjarøyane utgörs av 381 öar, holmar och skär . De består till stor del av myrmark. På 1990-talet föreslogs att öarna skulle bli en nationalpark, men det blev inget av föreslaget. Det går färjelinjer mellan öarna. Bland öarna ligger flera handelsplatser med anor från 1648. I dag är området mycket populärt bland båtturister.
Fitjarøyane gränsar till Nordsjön i väster (de yttersta av öarna överfördes till Bømlo kommun efter att broar byggts från Bømlo till flera av öarna), Selbjørnsfjorden i norr, Fitjarvika i öst och Bømlo i söder. 
Fitjarøyane består bland annat av öarna Fodno (ligger i Fitjarvika, alldeles nordväst om centrum), Smedholmen, Teløyna, Engesund (med en gammal handelsplats), Eldøy, Hjelmen, Ålforo (den största ön), Straumøya, Ivarsøy, Siglo, Tranøy, Nattarøy, Tverdarøy, Torsdagsøy, Eggøy, Hanøy, Eidøy, Vassøy, Soløy, Urdøya och Klamsøya. Till de yttersta av Fitjarøyane, som idag hör till Bømlo kommun, hör till exempel Slåtterøy, där Slåtterøy fyr står.

### Fitjarfjella
Det finns flera fjäll, bland andra:

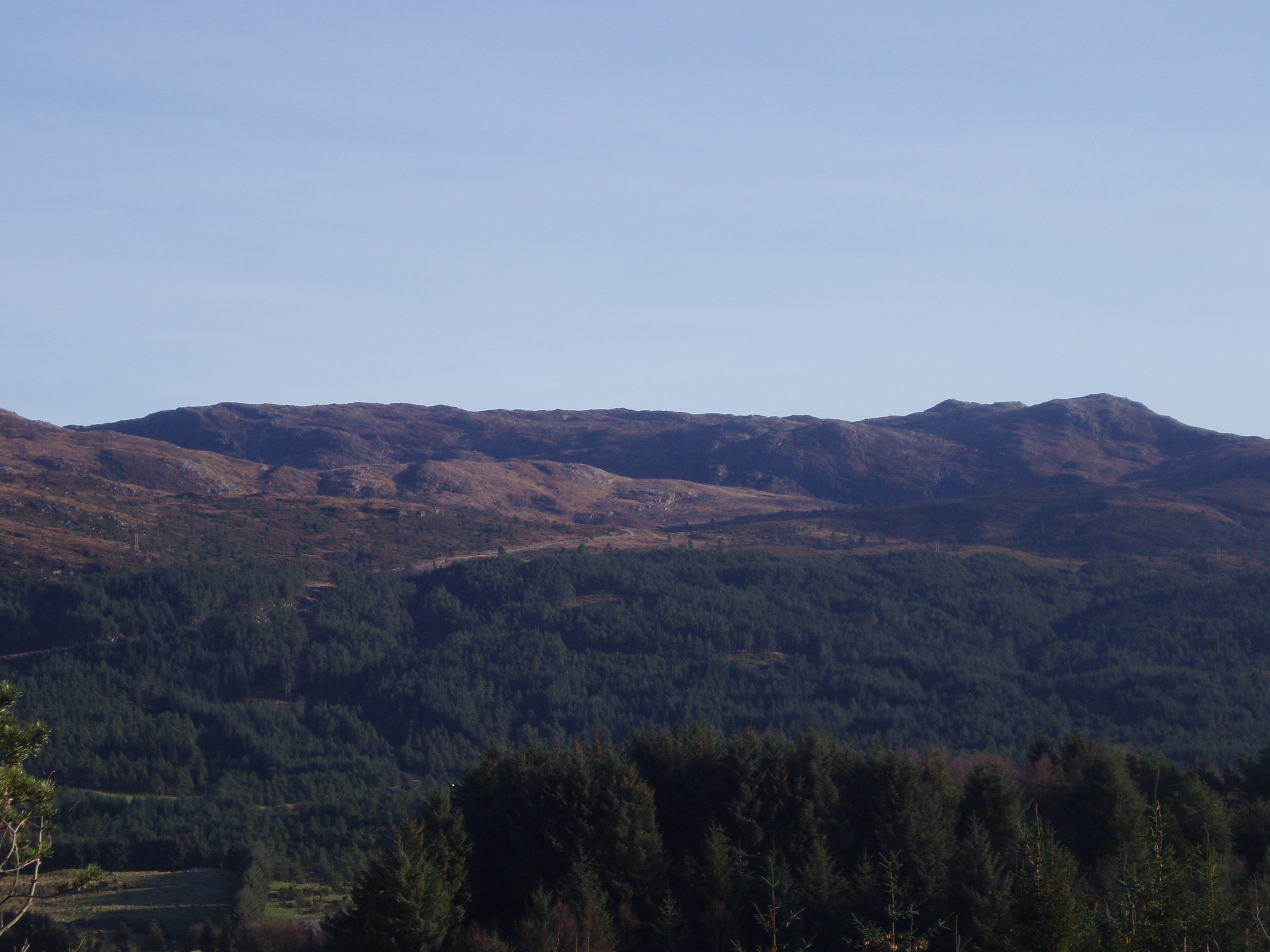
En del av Fitjarfjella. Topparna til höger är Kinno (lokalt kallat Kidno) på 571 meter över havet.

- Mehammersåta (676 m ö.h.; själva toppen ligger på Stordsidan, 749 m ö.h.)
- Grønafjellet (623 m ö.h.)
- Tindane (596 m ö.h.)
- Kinno (571 m ö.h.)
- Klovskardfjellet (555 m ö.h.)
- Midtfjellet (500 m ö.h.)
- Melen (499 m ö.h.)
- Handfjellet eller Handfjellsåta (465 m ö.h.)
- Tveitafjellet (380 m ö.h.)
- Sætrabøfjellet (378 m ö.h.)
- Husafjellet (368 m ö.h.)

### Sjöar och älvar

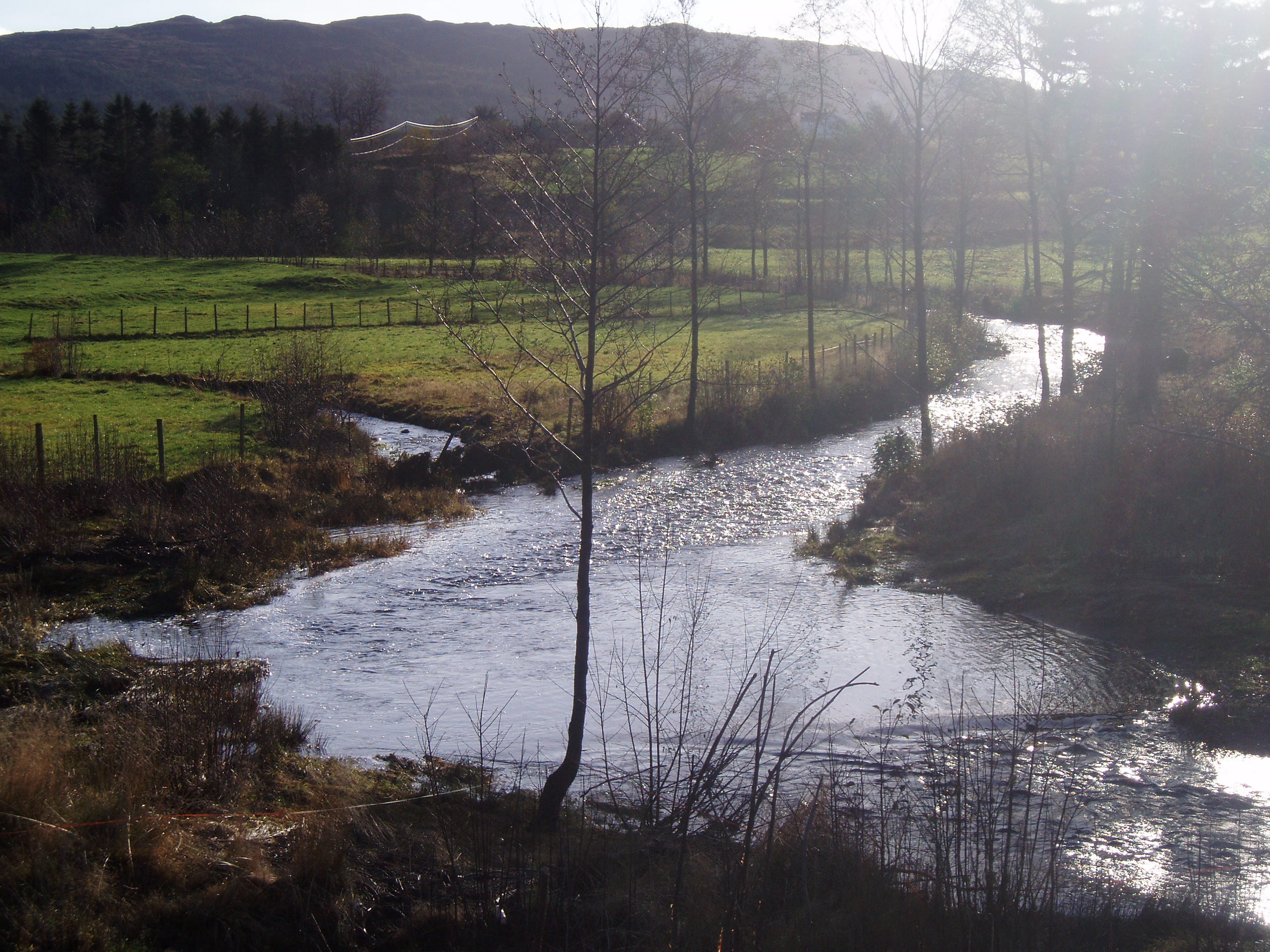
Fitjarelva, nära Fitjarstølane.

Storavatnet är den största insjön i Fitjar. Den ligger väster om Fitjarfjella, rakt västerut från Tveitafjellet, och omkring två kilometer söder om centrum. Sjön ligger sex meter över havet och är nästan fem kilometer lång och en kilometer bred på det bredaste stället, med en yta på tre kvadratkilometer. Älvarna Rydlandselva och Tveitaelva mynnar ut i Storavatnet. Tveitaelva bildar ett vackert vattenfall strax innan sjön. Kjærelva rinner den korta sträckan från Storavatnet och ut i Hellandsfjorden. Älven är kort, men vattenrik. Andra älvar i Fitjar är Årskogelva och Fitjarelva, som båda mynnar i Fitjarvika, och Flono som mynnar i Dåfjorden. 

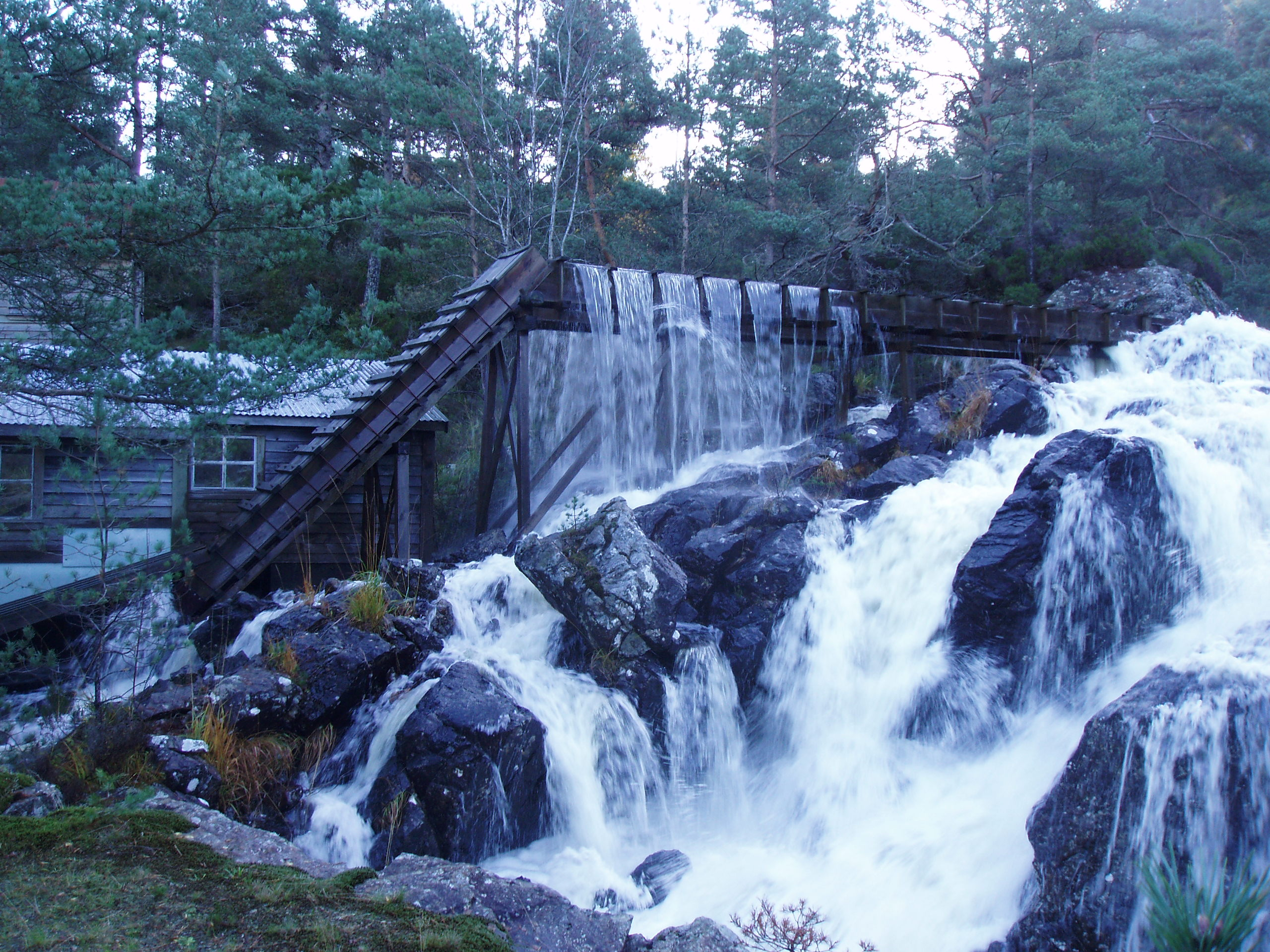
Rydlandssaga i Flono på Fitjar.

Förr i tiden fanns mindre bygdekvarnar vid älvarna, men under tidigt 1900-tal revs de flesta av dessa och ersattes av en stor kvarn vid Kjærelva. Vid Flono eller Sagelva byggdes ett sågverk, Rydlandssaga. Sågverket står fortfarande där Riksveg 545 går över floden, bara några meter från kommungränsen. 
Det finns många sjöar och tjärnar i Fitjarfjella. Där finns bland annat Kyrkjevatnet (297 m ö.h.), Langavatnet (311 m ö.h.), Svartavatnet (388 m ö.h.), Midtvatnet (367 m ö.h.), Kinnavatnet (344 m ö.h.), Mosavatnet (461 meter över havet), Botnavatnet (323 m ö.h.), Klovskardvatnet (292 m ö.h.), Kongskogvatnet (294 m ö.h.) och Inste (inre) och Ytste (yttre) Sørlivatnet (283 respektive 248 m ö.h.). Mitt i Mosavatnet, som ligger mitt på fjället nedanför Grønafjellet, ligger en liten ö där det växer hjortron. Utöver dessa finns många mindre tjärnar, såsom Rompetjødno.

## Landsbygd
Strando är ett namn som har använts för gårdarna som ligger på Fitjars östsida, längs Langenuen. Längst norrut på västsidan av Stord ligger Osterneset. Söder om Osterneset ligger själva byn Fitjar, där kungsgården tidigare låg. Vestbøstad ligger väster om centrum, och mellan Storavatnet i söder och centrum ligger gårdarna Vik, Nesbø och Tveita. Gårdarna som ligger runt resten av Storavatnet kallades Øvrebygdo. Väster om Øvrebygdo ligger Koløyhamn, och vid Dåfjorden ligger Sælevik.

## Flora och fauna
Förr fanns inte särskilt mycket barrskog på Fitjar och Stord, men däremot en hel del lövskog. I början av 1900-talet började man plantera tall och gran. De vanligaste trädslagen är björk, tall och gran, men även andra trädslag som ask, rönn, hassel, al, ek, asp, sälg, hägg, järnek, hagtorn, murgröna och en växer där. 
Av fåglar finns en del vanliga sjö- och strandfåglar som måsar och trutar, lunnefågel och skarvar samt ugglor, korp, örn, hök, tofsvipa, orre, tjäder och lom. På fjället finns också ripor och ljungpipare. Det finns mycket kronhjort på Fitjar och det har bedrivits en hel del hjortjakt för att hålla beståndet nere. Andra djur som finns på Fitjar och Stord är ekorre, hare och utter. Hermelin har observerats förr i tiden, och räven var vanlig fram tills den utrotades med gift. Den sista björnen på Stord ska ha jagats utför Uføro på östsidan av ön där Uføretunnelen ligger i dag.

## Klimat
Det finns en nederbördsstation på Prestbø, precis utanför Fitjar centrum. Den nuvarande stationen har varit i drift sedan oktober 1982, men nedbörd har mätts på Fitjar sedan juli 1895. September och oktober är de våtaste månaderna av året, medan april och maj är de torraste. På den nuvarande stationen är det normala 1610 millimeter på ett år, medan den förra stationen hade ett årsmedelvärde på 1760 millimeter. 
| Medelvärden för Prestbø | Jan | Feb | Mar | Apr | Maj | Jun  | Jul  | Aug  | Sep  | Okt | Nov | Dec | År   |
| Temperatur (°C)         | 1,5 | 1,2 | 2,7 | 5,0 | 9,3 | 12,2 | 13,5 | 13,8 | 11,3 | 8,7 | 4,8 | 2,7 | 7,2  |
| Nederbörd (mm)          | 136 | 103 | 120 | 79  | 77  | 92   | 105  | 131  | 201  | 200 | 195 | 171 | 1610 |

Ön Stord skiljer sig från det normala nederbördsmönstret på Vestlandet där det regnar mest på västsidan, medan östsidan ligger i regnskugga. På Stord regnar det mest längs ryggen av Stord, och det kommer mer nederbörd på östsidan än på västsidan. Man anser att detta beror på formen på Stordfjella, som är flackt på västsidan och faller brant ner på östsidan. Børtveit, som ligger på östsidan av Stord i Stord kommun, är också representativ för östsidan av Fitjar.
| Medelvärden för Børtveit | Jan | Feb | Mar | Apr | Maj | Jun | Jul | Aug | Sep | Okt | Nov | Dec | År   |
| Nederbörd (mm)           | 266 | 201 | 228 | 135 | 125 | 151 | 159 | 217 | 348 | 355 | 357 | 329 | 2871 |

## Demografi
| 1709 | 1801 | 1815 | 1825 | 1835 | 1845 | 1855 | 1865 | 1875 | 1880 | 1890 | 1900 | 1910 | 1920 | 1930 | 1946 | 1950 | 1960 |
| ---- | ---- | ---- | ---- | ---- | ---- | ---- | ---- | ---- | ---- | ---- | ---- | ---- | ---- | ---- | ---- | ---- | ---- |
| 997  | 1163 | 1159 | 1430 | 1665 | 1845 | 2188 | 2313 | 2334 | 2276 | 2334 | 2408 | 2502 | 2654 | 2832 | 3036 | 3083 | 3183 |

År 1970 fanns det 2 499 invånare i Fitjar kommun, som då inte längre omfattade områdana på Austevoll.

## Gamla handelsstäder
Det fanns tidigare tre handelsstäder på Fitjar (fyra om Bekkjarvik i Austevoll räknas med, som fram till 1964 var en del av Fitjar). Många av byggnaderna där är bevarade och är en rest av den gamla kustkulturen. I handelsstäderna hölls också gästabud. Det var först senare som Fitjarsjøen blev handelsstad. 
Færøysund, Bekkjarvik, Engesund och Brandasund låg alla lägligt till vid farleder med mycket trafik och hade lugna hamnar och ankringsplatser. De äldsta av dessa är Bekkjarvik på Selbjørn och Engesund på Engesundsøya som ligger på var sin sida av den vindpinade Selbjørnsfjorden. Sjöfarten har troligen passerat dessa på vägen till städerna så länge den funnits i området. Därför var det naturligt att arrangera gästabud och ha handelsstäder här. Bekkjarvik har troligen varit handelsstad sedan medeltiden, och handelsstaden brändes troligen av Hansan år 1338. Bekkjarvik nämns också flera gånger i sagorna. Brandasund, som ligger på Gisøya längre ut i Fitjarøyane, kom till något senare och hör i dag till Bømlo kommun. Færøysund ligger på östsidan av Stord, nära Sandvikvåg.

## Kommunikationer

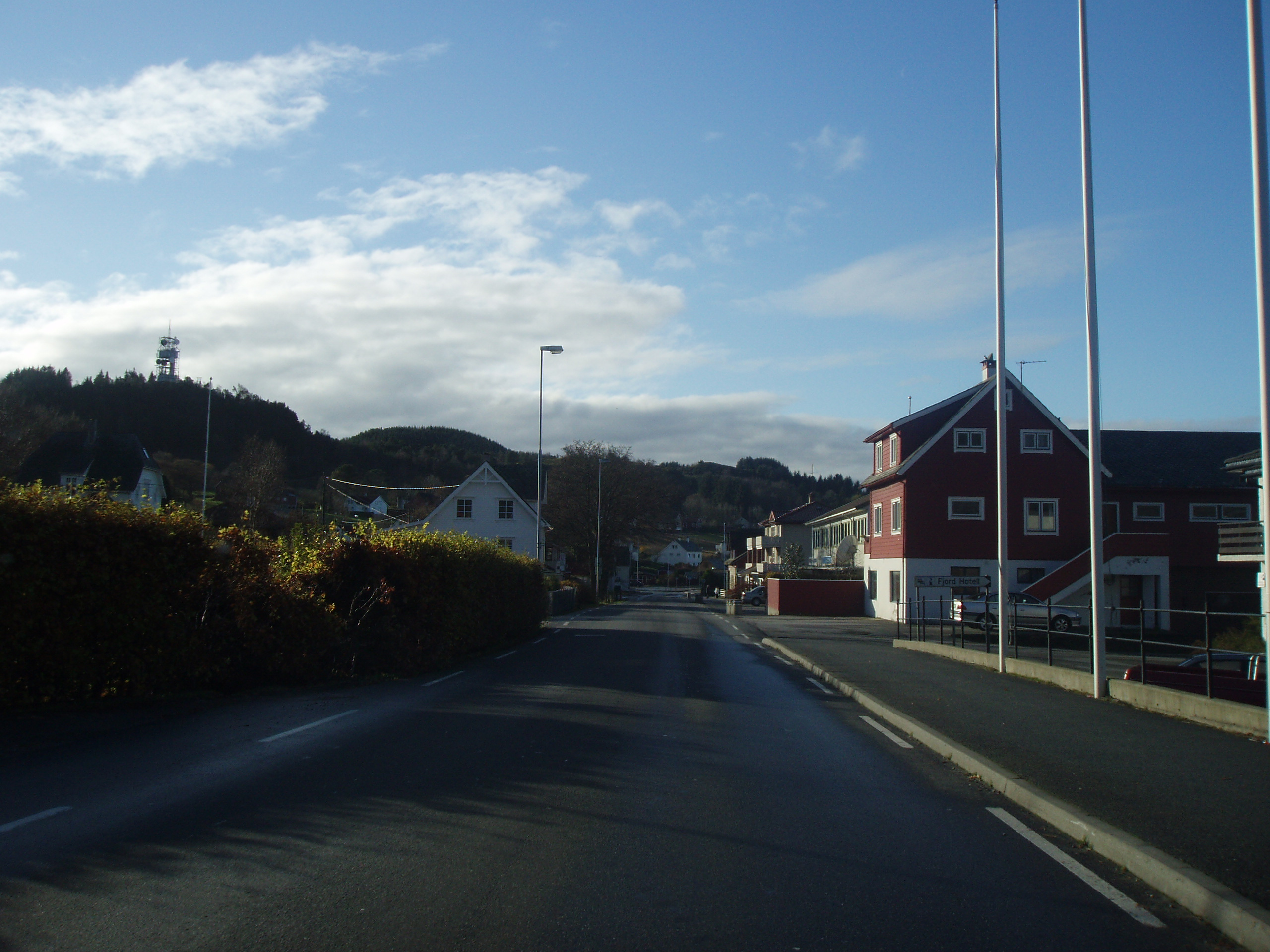
Fylkesveg 545 går genom Fitjar centrum.

Europaväg 39, huvudvägen mellan Bergen och Stavanger, går på östsidan av øya, medan Fylkesveg 545 går på västsidan, genom Fitjar sentrum. Fitjar centrum ligger ungefär 7 minuters färdväg från Sandvikvåg, som har färjeanslutning på norrsidan till Halhjem i Os och Husavik i Austevoll. 
Söderöver tar det cirka en timma att köra till Haugesund. Stord Lufthamn ligger ungefär 20 minuter söder om Fitjar centrum. Därifrån finns flyganslutning till Oslo; flyget går fyra gånger per dag.
Den första vägen på Fitjar gick från Gloppevåg till Sandvikvåg och byggdes på 1870-talet
. År 1887 stod vägen från Fitjarsjøen (Fitjar centrum) till Vik nära Storavatnet klar. Den byggdes senare vidare på till Rydland och 1910 till Dybvik i Stord, som då var den första väganslutningen från nord till syd på Stord. Vägen på den brantare och mer kuperade östsidan av Stord byggdes först på 1930-talet. 

### Sjötransport
Hardanger Sunnhordlandske Dampskipsselskap (HSD) började med rutter till Fitjar 1872. Hållplatsen låg då vid Engesund i Fitjarøyane, som på den tiden var en livlig handelsstad. Skeppet som trafikerade rutten var DS Vikingen och DS Søndhordland med två avgångar i veckan, en norrut och en söderut. Efter hand tog Fitjarsjøen (som i dag är Fitjar centrum) över rollen som centrum i Fitjar, och båtarna började lägga till vid båda städerna, och efter hand även vid andra städer.

## Politik

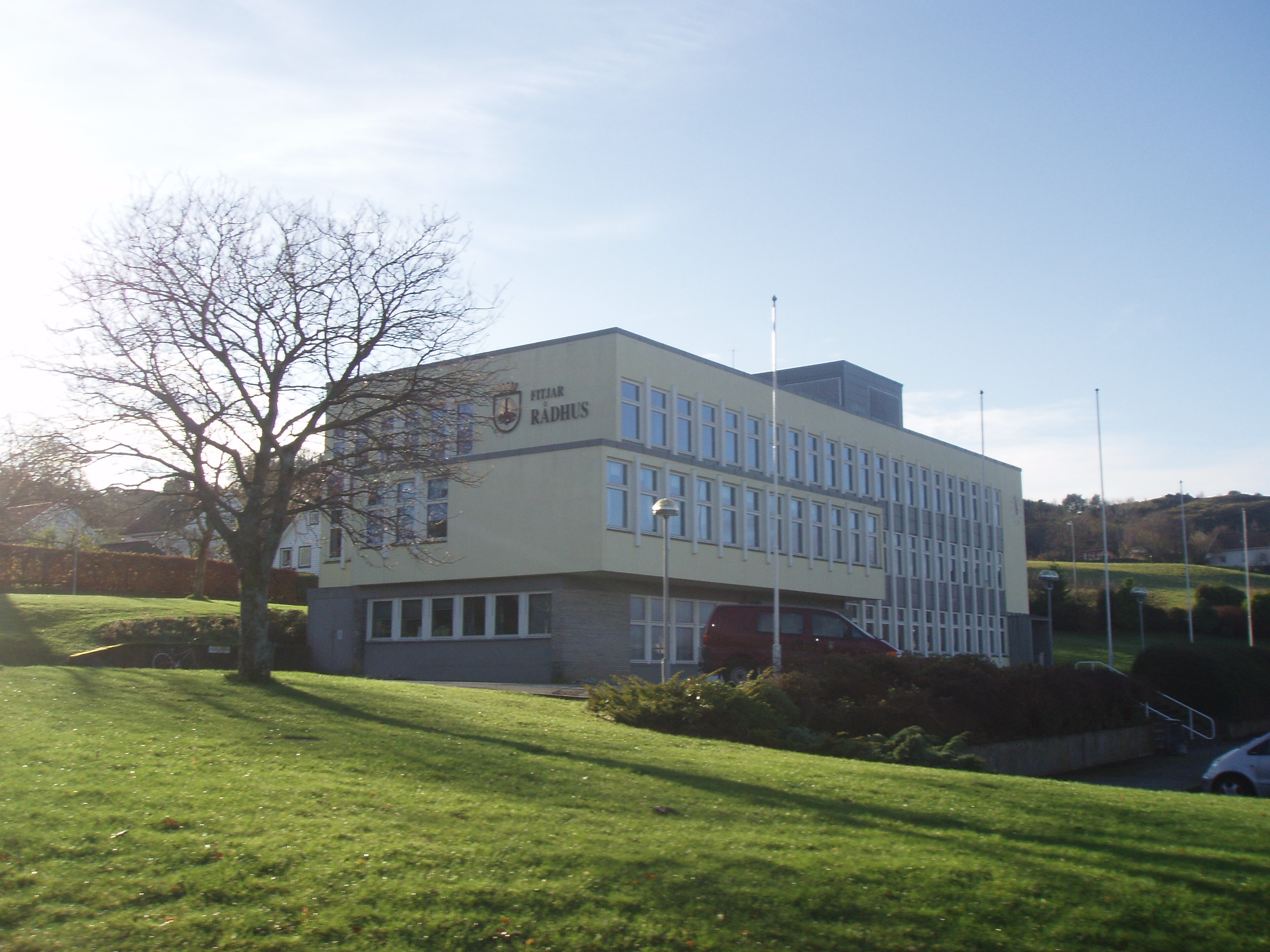
Fitjars rådhus.

Kommunstyret i Fitjar har 17 representanter. I perioden 2011-2015 är fem partier representerade:
- Høyre 7 mandat
- Kristelig Folkeparti 4 mandat
- Arbeiderpartiet 3 mandat
- Senterpartiet 2 mandat
- Fremskrittspartiet 1 mandat

Wenche Tislevoll (H) är borgmästare och Agnar Aarskog (Ap) är viceborgmästare.

## Utbildning

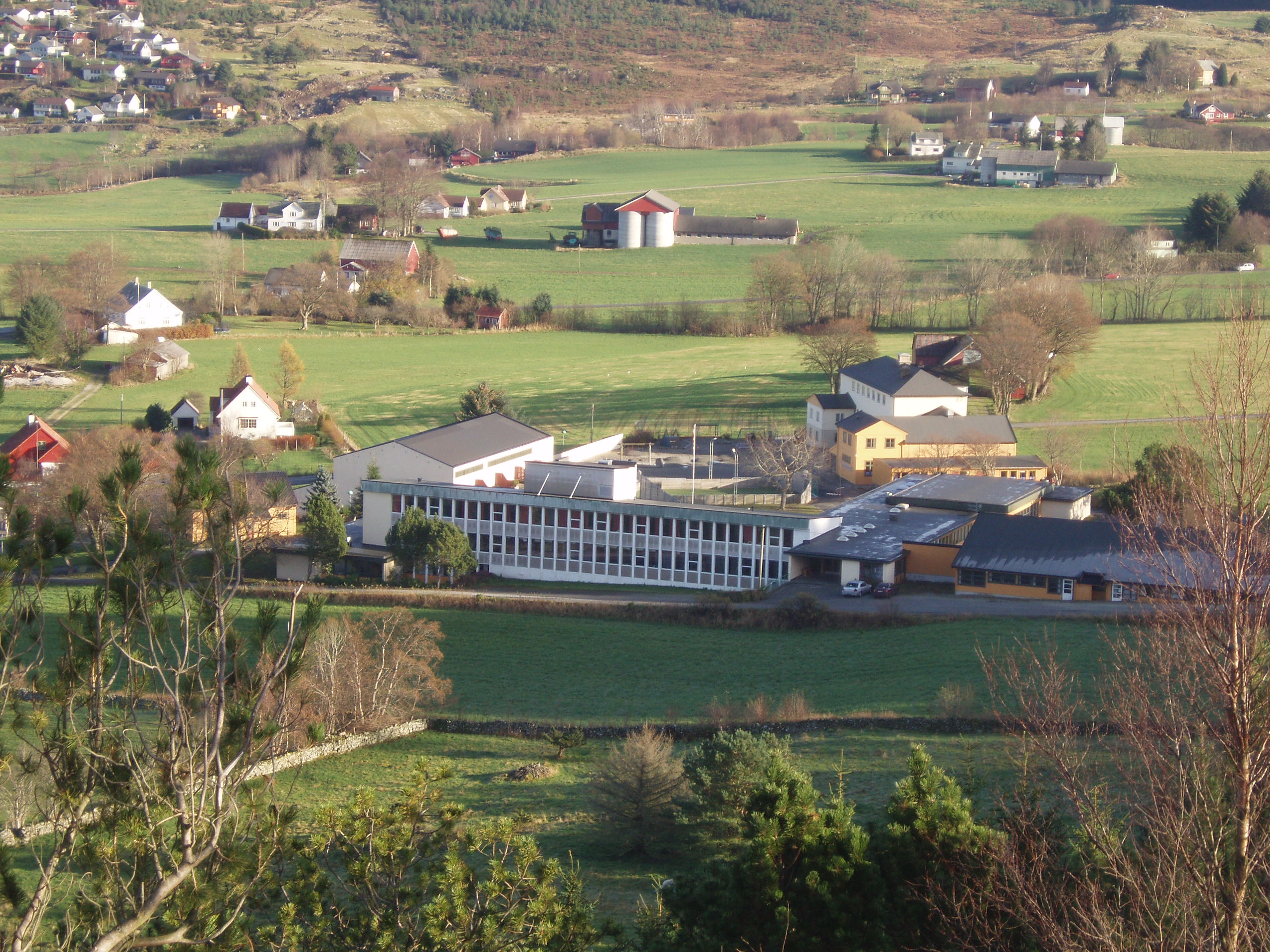
Rimbareids grundskola.

Fitjar kommun har en grundskola, två mindre låg och mellanstadieskolor och en gymnasieskola. 

### Grundskolor
Rimbareid grundskola ligger vid Fitjar centrum, och de första byggnaden byggdes 1954 men en sista tillbyggnad uppfördes 1997. Skolan har omkring 350 elever och 60 anställda.
Øvrebygdskolan är en låg och mellanstadieskola omkring 9 km söder om Fitjar centrum. Den har 50 elever och 15 anställda. 
Sælevikskolan är en låg och mellanstadieskola syd om Fitjar, nära kommungränsen till Stord. Den har 30-40 elever.

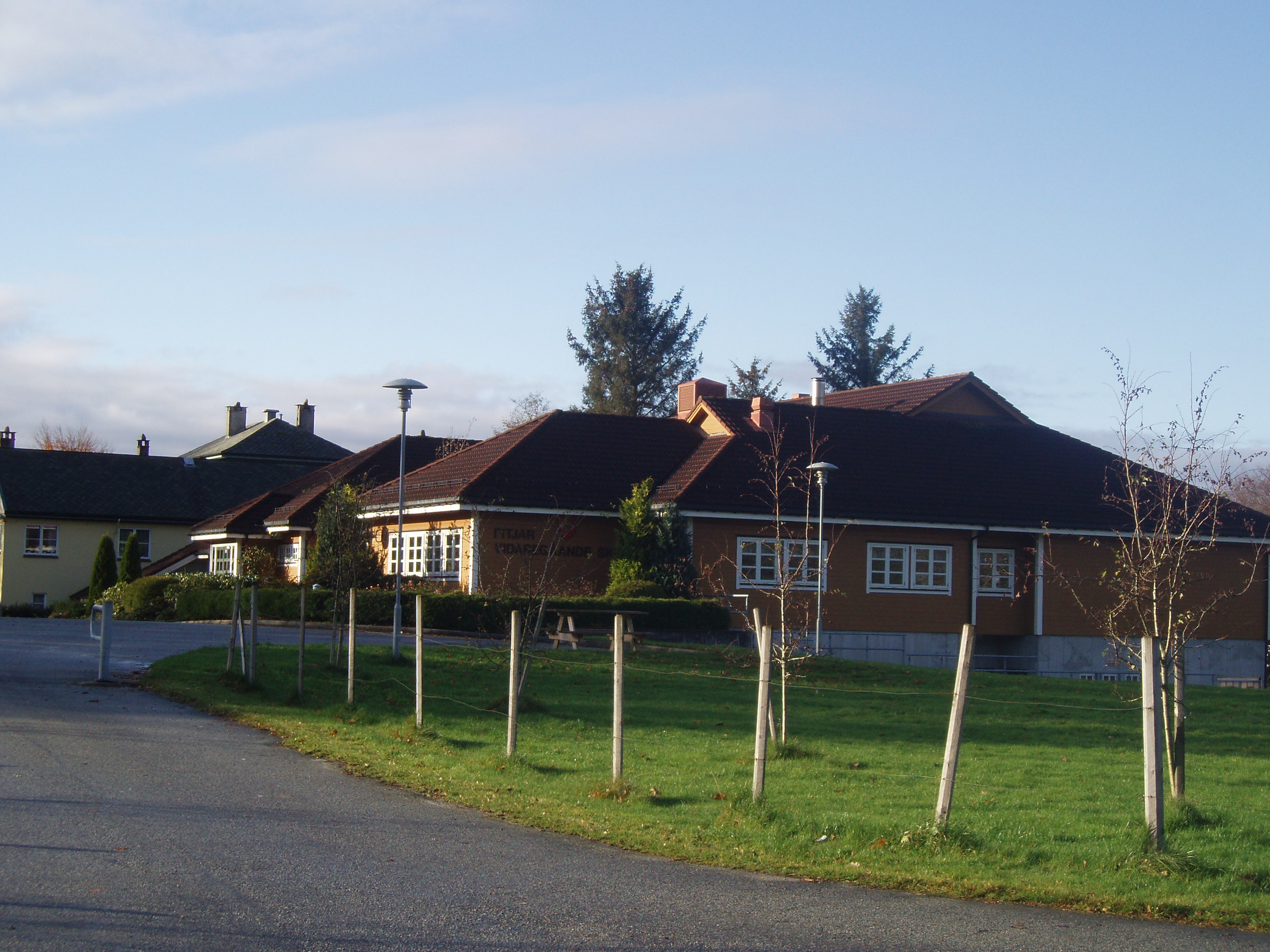
Fitjars gymnasieskola.

### Gymnasieskolor
Fitjars gymnasieskola har traditioner tillbaka till 1877, då Fylkesskolen startades. från 1933 blev skolan en så kallad husmorskole, och bland befolkningen kallas gymnasiet fortfarande ibland för "Husmorskolen".
I dag har skolan följande program:
- vård och omsorg
- restaurang och livsmedel
- design och hantverk
- allmän yrkesorganisation

## Kultur och idrott

### Kyrkor på Fitjar

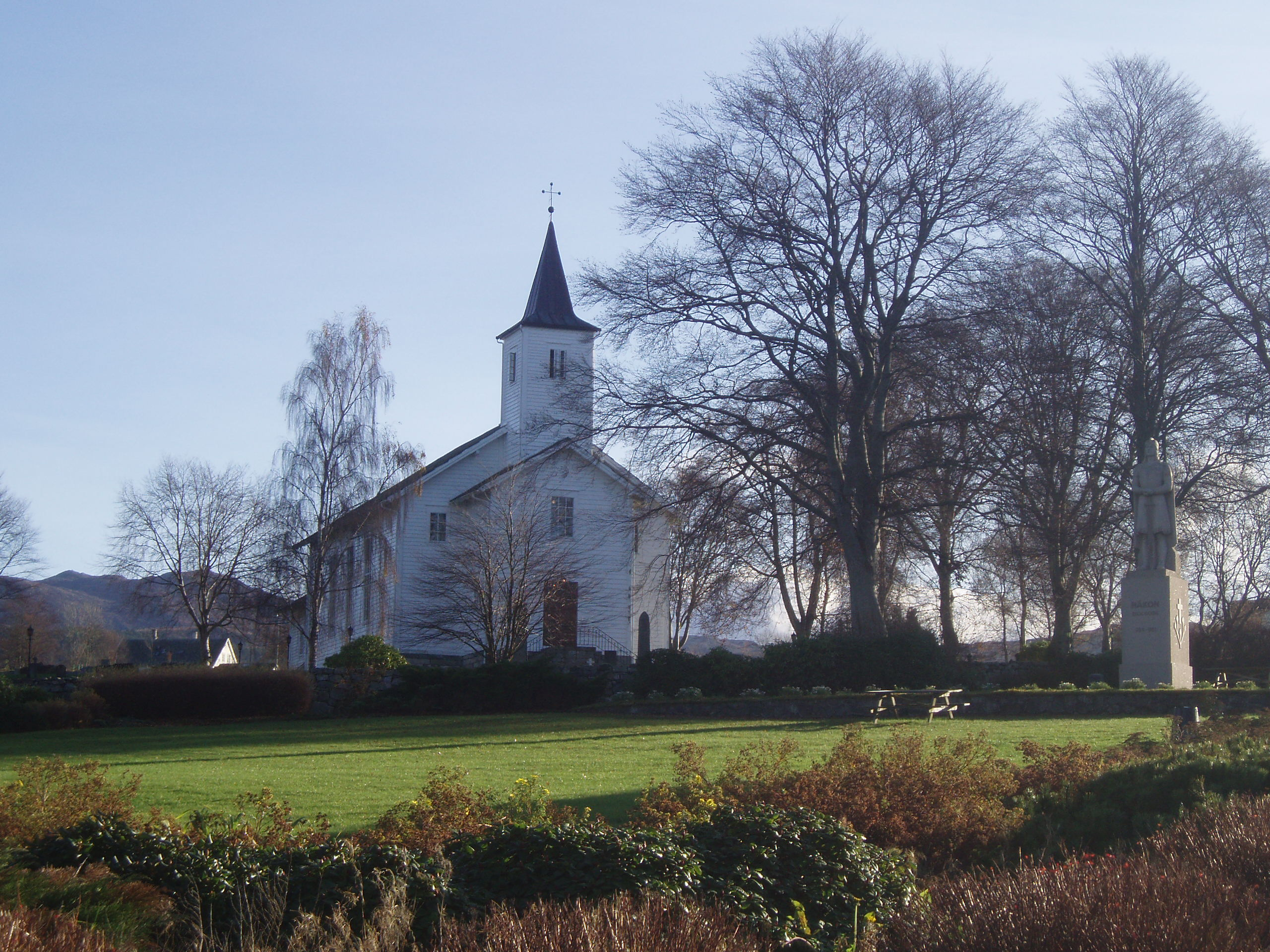
Fitjars kyrka med Håkonparken och statyn av Håkon den gode i bakgrunden.

Den första kyrkan på Fitjar byggdes på 1100-talet, och den byggdes troligen i anslutning till kungsgården. Kyrkan ska ha varit mycket lik Moster gamla kyrka på Moster på ön Bømlo, den äldsta kyrkan i Norge, men kyrkan på Fitjar ska ha varit större. Den gamla stenkyrkan revs under 1860-talet och den nuvarande träkyrkan byggdes på samma plats 1867. Sten från den gamla kyrkan användes till kyrkogården.
Japanen Nobukazu "Nobu" Imazu är präst på Fitjar. Han är den förste japanen som är präst i den Norska kyrkan Sockenpräst är Olav Johannes Oma.

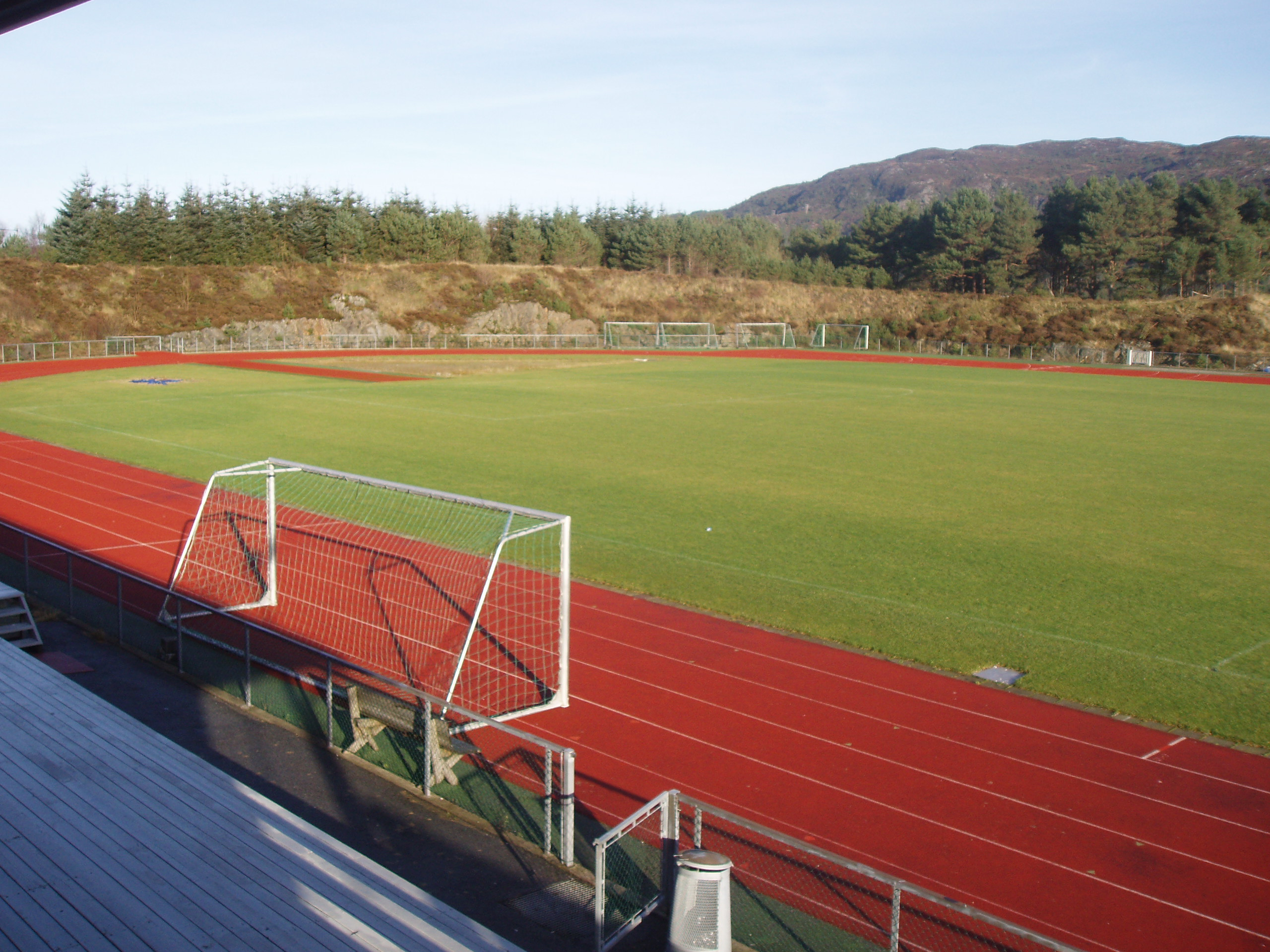
Fitjar idrottsplats.

### Idrott
Fitjar Idrottslag är den största idrottsföreningen i byn. Föreningen har omkring 560 medlemmar och grundades 6 mars 1949. Fotboll är den största delen av idrottsföreningens verksamhet, men det finns också grupper för handboll, artistisk gymnastik, friidrott, bordtennis och orientering.
Fitjar idrottsplats är en komplett fotboll- och friidrottsarena med internationellt mått mätt. Gräsplanen togs i bruk 1990, och 1998 fick anläggningen ett nytt klubbhus, omklädningsrum och läktare. 2001 byggdes ett kultur- och sportcentrum cirka en kilometer norr om Fitjar centrum. Sportcentrumet har förutom fotboll även plats för handboll och friidrott. Tack vare Fitjars milda klimat är det ett av de tidigaste områdena i hela Norge med grönt gräs. Detta har gjort att många tippeligaklubbar spelar träningsmatcher här på våren, innan Tippeligan ens har börjat.

### Årskog museum
Årskog museum är en gammal vestlandsgård som ägarna testamenterade till kommunen 1980 efter att gården tillhört samma släkt i 400 år. Byggnaderna på gården visar kombinationen av jordbruk och fiske som var vanligt vid den norska kusten från mitten på 1800-talet till runt 1950. Ladan på gården är från 1841 medan garnet nämns först 1794. Museet har en enastående samling av textiler som visar olika kläder som familjen använt sig av under vardag och fest i över 100 år.

## Kommunvapen

Fitjars kommunvapen.

Kommunvapnet tillkom på 1940-talet. Det föreställer en guldhjälm mot blå botten.

## Tätorter
I Fitjars kommun finns en tätort:
- Fitjar (centralort)

## Socknar
Inom Norska kyrkan motsvaras Fitjars kommun av Fitjars socken i Sunnhordlands prosteri i Bjørgvins stift.